# Ludwig Hüffell
Johann Jacob Ludwig Hüffell (* 6. Mai 1784 in Gladenbach; † 26. Juni 1856 in Karlsruhe) war ein deutscher evangelischer Theologe und von 1829 bis 1853 Prälat der Evangelischen Landeskirche in Baden.

## Biographie
Ludwig Hüffell stammte aus einer alten (seit 1472 nachgewiesenen) hessischen Pastorenfamilie. Er war das fünfte von acht Kindern des Pastors Wilhelm Hüffell (1730–1808) und dessen Frau Theodore Elisabeth Henriette Hüffell, geborene Kriegsmann (1754–1812), in Waldgirmes bei Wetzlar. Er besuchte das Pädagogium in Marburg. Anschließend studierte er an der Philipps-Universität Marburg Philosophie und an der Hessischen Ludwigs-Universität Evangelische Theologie. 1802 wurde er in Gießen Mitglied der fränkischen Landsmannschaft Franconia. 1806 wurde er Pfarrgehilfe, 1808 Vikar in Gladenbach und 1817 schließlich Zweiter Pfarrer in Friedberg (Hessen). Kurz nach seinem Eintritt in den kirchlichen Dienst heiratete er 1809 Sophie Louise Konradine Doerr (1786–1851), die Tochter des Juristen Johann Jakob Doerr. Aus dieser Ehe stammen fünf Kinder.
1825 wurde er zum Professor am Predigerseminar in Herborn ernannt. Im selben Jahr wurde er von der Theologischen Fakultät der Universität Gießen honoris causa zum Dr. theol. promoviert. 1826 folgte die Ernennung zum Großherzoglich Badischen Ministerialrat und Kirchenrat in Karlsruhe durch Großherzog Ludwig. Nachdem Prälat Johannes Bähr 1828 verstorben war, wurde Hüffell 1829 dessen Nachfolger und damit geistlicher Leiter der Landeskirche. Das Prälatenamt bekleidete er bis zum Eintritt in den Ruhestand im Jahre 1853. Sein Nachfolger wurde Carl Christian Ullmann. Drei Jahre später verstarb Hüffell in Karlsruhe.
Hüffell war maßgeblich am 1830 vorgelegten Entwurf einer Badischen Agende beteiligt, die 1836 eingeführt wurde. Während seiner hauptberuflichen Tätigkeit war er auch Ephorus des Karlsruher Lyceums.

## Werke
- Predigtsammlung; 1816
- Die Schule der Geistlichen, oder Ansichten und Vorschläge, eine zweckmäßigere Erziehung der evangelischen Geistlichen betreffend; 1818
- Predigtsammlung; 1820
- Über den Beruf des evangelisch-christlichen Geistlichen. Ein Handbuch der praktischen Theologie in ihrem ganzen Umfange; 1822 (1843 in 4. Auflage)
- Der Staat, die Kirche und die Volksschule in ihrer inneren und äußeren Einheit; 1823
- Des Lebens Weihe; 1826
- Katechismus der Glaubens- und Sittenlehre; 1826 (2. Auflage)
- Zeitschrift für Predigerwissenschaften; Herborn 1827 ff.
- Predigtsammlung; 1828
- Predigtsammlung; 1829
- 5 Bände Predigtsammlungen der Jahre 1830–1847
- Wesen und Beruf des evangelisch-christlichen Geistlichen; Gießen, Georg Friedrich Heyer, 1830–1831
- Über die Errichtung praktischer Institute zur Ausbildung der angehenden evangelisch-christlichen Geistlichen. Eine Vorarbeit für die bevorstehende Generalsynode und zugleich allen Regierungen gewidmet, denen das Wohl der protestantischen Kirche am Herzen liegt; 1831
- Briefe über die Unsterblichkeit der menschlichen Seele; Karlsruhe, Chr. Fr. Müller’sche Hofbuchhandlung, Karlsruhe 1832
- Die Unsterblichkeit oder die persönliche Fortdauer des Menschen nach dem Tode, aufs Neue beleuchtet; 2., verb. Aufl., Chr. Fr. Müller’sche Hofbuchhandlung, Karlsruhe 1838
- Wesen und Beruf des evangelisch christlichen Geistlichen, zweiter Band, Gießen Georg Friedrich Heyer 1843
- Der Pietismus geschichtlich und kirchlich beleuchtet, mit Beantwortung der Frage: wie demselben auf die geeignete Weise zu begegnen sey?; Groos, Heidelberg, 1846